# Piéton
Pour les articles homonymes, voir Piéton (homonymie).

Piéton en déplacement.

Un piéton est une personne se déplaçant à pied, en marchant ou en courant, par opposition à celui qui utilise un véhicule. Il s'agit donc d'un mode de transport dit « doux ».
La vitesse du piéton est de l'ordre du mètre par seconde (soit 3,6 km/h : de 2,5 à 4 km/h pour un randonneur en condition moyenne et de 4 à 5 km/h en milieu urbain dense,). Sur terrain plat, en dessous de 4 km/h, on parle de marche normale de piéton, de 4 à 5 km/h de marche dynamique, entre 5 et 6 km/h de marche rapide, et au-dessus de 6 km/h, de marche sportive. En 2012, le record de la marche athlétique sur 50 km de route est de 3 h 42 soit 13,5 km/h de moyenne.  
Un minimum d'activité physique, en particulier la marche quotidienne, est réputé nécessaire à la santé publique et individuelle et mentale. (En apesanteur longue, les astronautes doivent pratiquer la marche sur tapis roulant pour entretenir leur squelette et leur musculature). Le bénéfice de la marche pour la santé n'est pas contesté (notamment contre les maladies cardio-vasculaires, le diabète, l'obésité ou certains cancers), mais il est plus ou moins élevé selon l'âge, la vitesse de marche, le contexte (de pollution notamment) et le caractère volontaire ou subi de cette activité. Des études utilisant notamment l'imagerie cérébrale, le GPS, les accéléromètres et des mesures d'effort devraient permettre de préciser ce bénéfice et mieux comprendre les motivations de choix d'itinéraires pédestres en ville .

## Étymologie et histoire

### Avant l'automobile
En grec ancien, le terme πεζός (piéton) (génitif πεζοῦ) désigne celui qui va à pied tel le soldat d'infanterie (sans cheval). Le terme  πεζός existe toujours inchangé en grec moderne.
« πλῆτο δὲ πᾶν πεδίον πεζῶν τε καὶ ἵππων Eumée (Od.17.436) »
« toute la plaine est remplie de fantassins et de cavaliers » ( Homère, Odyssée, Chant xiv, Traduction française : Eugène Bareste) 
En latin, le terme pedester (génitif pedestris) signifie sur pieds par opposition au latin equester, mot composé du latin pedes celui qui va à pieds du latin pes (génitif pedis)
.
Le terme piéton est attesté en 1360 pour décrire le soldat qui va à pied par rapport à celui qui va à cheval, avec Hugues Capet, éd. De la Grange.
« Et tout chil de Paris à cheval et pieton » [Hugues Capet]
En 1538, le terme piéton désigne plus généralement celui qui va à pied.
Le terme pédestre est utilisé dans le Recueil des Croniques et Anchiennes Istories de la Grant Bretaigne, à présent nommé Engleterre, :
| « Ancores, aprez ces nouvelles, avec les gallees de Venise arriverent certaines naves de Biscayens qui dirent que ung maistre de nefz de la flotte du roy, quy avoit este a la prinse de ces deux villes, leur certiffia que le roy des Fez, sitost quil sceut la venue du roy de Portugal, quil assembla six milles hommes de cheval, et de pedestres tres grand nombre, pensant ancores venir a tempz pour lever le siege devant Azille, car il ne cuidoit mie que ledit roy de Portugal deust sitost venir a son emprinse; » (texte du quinzième siècle édité à Londres au dix-neuvième) | « Encore, après ces nouvelles, avec les galées (galères) de Venise arrivèrent certaines nefs (naves) de Biscayens qui dirent qu'un maitre de nefs de la flotte du roi, qui avait été à la prise de ces deux villes, leur certifia que le roi des Fes, ci-tôt qu'il sut la venue du roi de Portugal, qu'il assembla six milles hommes de cheval, et des piétons (pedestres) en très grand nombre, pensant encore venir à temps pour lever le siège devant Azille, car il ne pensait pas que le dit roi de Portugal dût ci-tôt venir a son emprise: » |

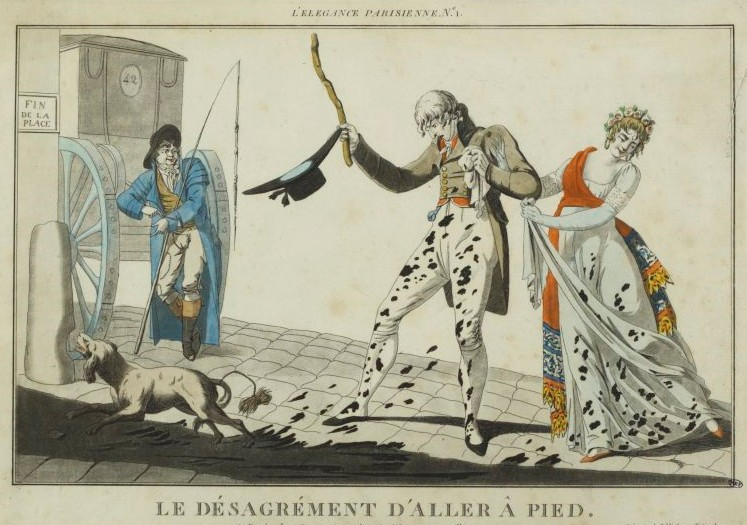
Caricature du désagrément d'aller à pied au XVIIIe siècle, d'après Jacques-Louis Bance, (musée de la Révolution française).

Le terme pedestrial est attesté an anglais dans la décennie 1610, mais le terme pedestrian n'est attesté an anglais qu'en 1791.
Les termes piétonne (en français) et pedestrian en anglais et pedester en latin désignait également des poésies en prose non versifiées,.
En 1787, le terme piéton peut désigner un  «facteur rural ».
En 1862 est attesté l'usage de l'adjectif piéton dans le sens de « réservé aux piétons » « la porte piétonne » (Hugo).

### XXesiècle, arrivée de l'automobile

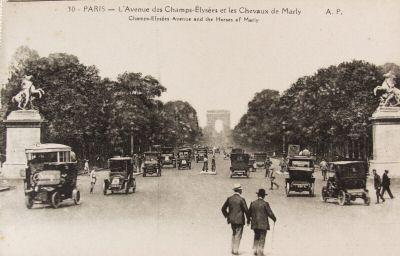
Avenue des Champs-Élysées, Paris, 1905.

Piétons à Manhattan.

En France, en 1905, la Cour de Rouen, et en 1908 le tribunal civil de Bruxelles considèrent que le piéton qui va sur la chaussée sans précaution est imprudent.
En France, en 1906, le tribunal civil de Nice considère qu'en cas d’accident sur un trottoir, l'automobiliste est le seul fautif.
En France, en novembre 1927, la Cour de cassation considère qu'un piéton ne commet aucune faute en circulant sur la chaussée plutôt que sur le trottoir.
En France, en 1929, une Ligue des piétons est créée.
À Paris, les ordonnances du premier mars 1928 et du premier juillet 1930 connues sous la dénomination code du piéton interdisent au piéton de circuler ou de stationner sur la chaussée lorsqu'il n'en a pas la nécessité.
En 1932, le piéton a en France le droit de circuler sur la chaussée sauf à Paris et dans quelques villes désirant faciliter la circulation automobile.
En France, à Paris, en 1932, des mesures sont envisagées pour assurer la sécurité des piétons à Paris ; le préfet de police de Paris note que son devoir y est de défendre l'industrie automobile française, 
et en même temps, sur les dix premiers mois de l'année 1932, 119 piétons ont été tués à Paris : 20 sur passages cloutés, et 99 sur la voie.
En 1933, le Code de la route français prévoit que le conducteur d'une automobile est tenu de réduire la vitesse notamment dans les agglomérations et sur les sections de routes bordées d'habitation. 
En 1933, le Code de la route français prévoit aussi que les piétons, une fois avertis du danger, doivent laisser passer les véhicules.

### Covid 19
En 2020, en France, en raison de la pandémie de covid-19 et le développement de la politique de distanciation physique, il a été préconisé en juillet de réserver aux piétons une largeur de trottoir de trois mètres avec un mètre de circulation dans chaque sens et un mètre de séparation, notamment en récupérant une voie de circulation automobile pour les cyclistes.

## Ampleur de la mobilité du piéton
La marche reste le premier moyen de se déplacer dans le monde, mais essentiellement dans les pays pauvres et avec une différence croissante entre régions pauvres et riches. 
Un bon marcheur endurant et peu chargé parcourt plus de 20 kilomètres par jour. 
Dans les pays riches et urbanisés, hormis en vacances ou dans le cadre de randonnées, le piéton moyen parcourt au plus une dizaine de kilomètres par jour, et de moins en moins depuis l'apparition de l'automobile et d'autres modes de transports motorisés qui ont fait aux XIXe et XXe siècles passer la ville d'un lieu essentiellement pédestre une « ville motorisée », mais depuis peu la ville durable et compacte redonne de l'importance à la marche à pied et au vélo. 
Dans les villes, on se déplace rarement à pied à plus d'un kilomètre autour du domicile ou lieu de travail (c'est l'aire de proximité, l'échelle du quartier)[réf. nécessaire].

## La marche
Le déterminisme modal correspond à des motivations individuelles et collectives qui conduisent à se déplacer, plus ou moins à pied, par exemple :
- les personnes assignées à résidence et/ou qui n'ont pas accès aux moyens de transports tarifés pour des raisons techniques, financières, géographiques, cognitives, etc.
- les raisons exceptionnelles ou accidentelles : panne, personne ayant raté son bus, grève de transports publics, etc.
- la marche revendicative (manifestation)
- la transition modale, ou interconnexion : parcours de petite distance effectuée à pied, pour relier deux moyens de déplacement, par exemple bus-métro, voiture-tram, etc.
- le trajet terminal : parcours effectué à pied pour relier le dernier moyen de transport au lieu désiré.
- les autres cas, dont la marche (ou le jogging) visant à entretenir sa santé, ou comme pratique de loisir (randonnée, tourisme, avec une version plus « dure » ou aventureuse qui est le trekking)

En Belgique, il est estimé qu'un piéton marchant au pas peut atteindre une vitesse de 1 à 3 km/h lorsque c'est un enfant ou une personne âgée, de 4 à 6 km/h pour un  adulte et de 12 à 15 km/h pour un jogger.
En France, une étude publiée par l'Institut national de recherche sur les transports et leur sécurité fait état d'une vitesse moyenne de marche mesurée de 4,7 km/h (5 km/h pour les hommes et 4,5 km/h pour les femmes).
En dessous d'une vitesse d'environ 7 km/h (ou 2 m/s), il est plus efficace de marcher que de courir alors qu'au-dessus de ce seuil, il devient plus efficace de courir.
La planification des feux de circulation se base, en France, sur une vitesse des piétons de 1 mètre par seconde, alors qu'elle est évaluée à 1,2 mètre par seconde en Allemagne. Nombre de personnes sont incapables de marcher à cette vitesse. Les médecins considèrent qu'une personne peut se déplacer seule dans la rue à la vitesse de 20 centimètres par seconde (720 mètres par heure). Cela veut dire qu'il faudrait accorder 50 secondes aux piétons pour traverser une rue de 10 mètres.[réf. nécessaire][Interprétation personnelle ?]

## Sécurité
L'une des difficultés de sécurité est due aux problèmes de cohabitation posés par la coprésence des véhicules motorisés et des piétons dans un environnement commun et parfois partagé.
Dans le domaine de la sécurité routière, un piéton est « une personne qui se déplace à pied pour effectuer au moins une partie de son trajet. Outre la marche normale, le piéton peut se servir de divers instruments et aides à la marche, par exemple un fauteuil roulant, un déambulateur, une canne, une planche à roulettes ou des patins à roulettes. La personne peut transporter des objets de différentes tailles, dans les mains, sur le dos, sur la tête, en équilibre sur les épaules ou en les poussant ou en les tirant. Une personne est également considérée comme un piéton lorsqu’elle court, lorsqu’elle fait du jogging ou de la randonnée, ou lorsqu’elle est assise ou couchée sur la chaussée .»
| Dans l'union européenne, selon les définitions, les cyclistes peuvent être — ou ne pas être — comptés parmi les piétons |
| Pour des raisons techniques, il est temporairement impossible d'afficher le graphique qui aurait dû être présenté ici.  |
| Source: ETSC ; Source piétons EC; Source piétons EC 2016: 2010-2019: Source ERSO                                        |
| États-Unis |
| Pour des raisons techniques, il est temporairement impossible d'afficher le graphique qui aurait dû être présenté ici.  |
| Source GHSA FARS,;Source NHTSA FARS(1997-2004);Source NHTSA FARS(2007-2016);Source GHSA FARS 2017 NHTSA 2019            |
| Pour des raisons techniques, il est temporairement impossible d'afficher le graphique qui aurait dû être présenté ici.  |
| Source FHWA, DOT |

Les piétons tués sont en 2016, 2,6 par million d'habitants aux Pays-Bas, 4,3 en Suède, 4,5 au Pays de Galles, 5,3 en Nouvelle-Zélande, 6,0 en Allemagne, 7,1 au RU, 7,5 Australie, 8,4 en France, 8,4 en Espagne, 9,4 en Italie, 11,1 en Israël, 13 au Japon, 13,8 en Grèce, 18,5 aux États-Unis, 22,9 en Pologne, et 36,3 en Roumanie. 

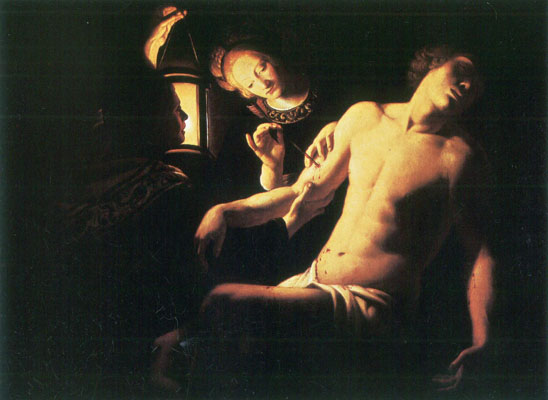
L'obscurité peut gêner la visibilité. Trois personnes sous trois éclairages différents dans le tableau de Trophime Bigot St. Sebastian Aided by St. Irene, avant 1650.

Dans l'union européenne de 2010 à 2016, entre 5 300 et 6 200 piétons sont tués chaque année et environ 3 700 (39 % des 9 500 tués en zone urbaine) piétons sont tués en zone urbaine, alors que seuls 2850 automobilistes y sont tués (30 % des tués en zone urbaine). Ainsi, plus de 1600 piétons sont tués en zone rurale. Le nombre de piétons tués sur la route entre 2007 et 2016 est en forte diminution (presque divisé par deux en 10 ans), mais il diminue moins vite que le nombre total des tués sur route sur la même période. En 2016, 5 320 piétons sont morts dans un accident de la route (soit 21 %  de tous les morts par accidents de la route). C'est en Roumanie qu'être piéton est le plus dangereux et aux Pays-Bas qu'on marche en étant le plus en sécurité.
Aux États-Unis, 23 % des piétons blessés et non tués le sont en zone rurale, alors que 76 % le sont en zone urbaine en 1994. La même année, 42 % des piétons tués le sont en zone rurale alors que 54 % le sont en zone urbaine, car la vitesse supérieure pratiquée en zone rurale aggrave l'accident.

## Urbanisme

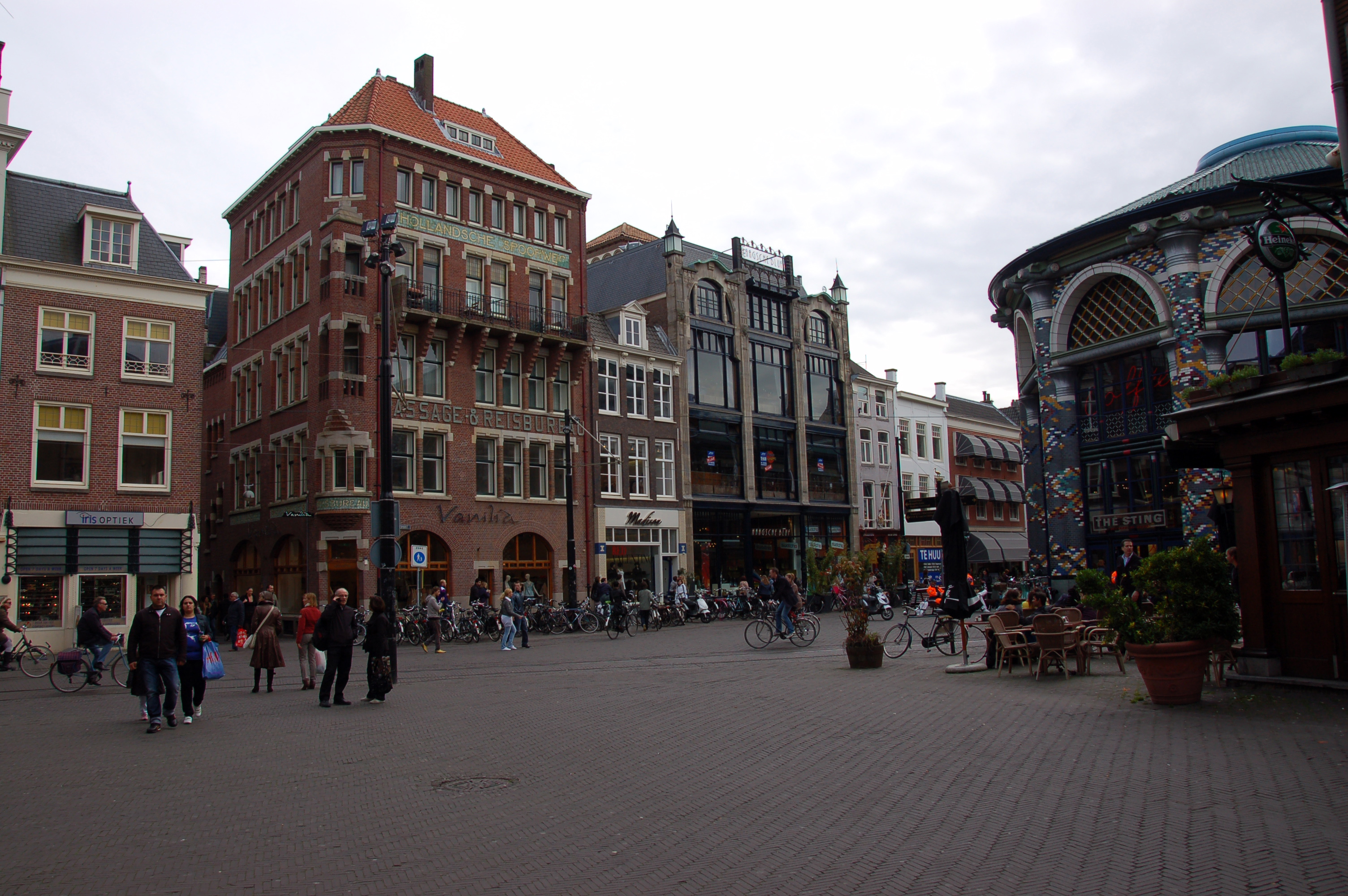
Place piétonne à La Haye.

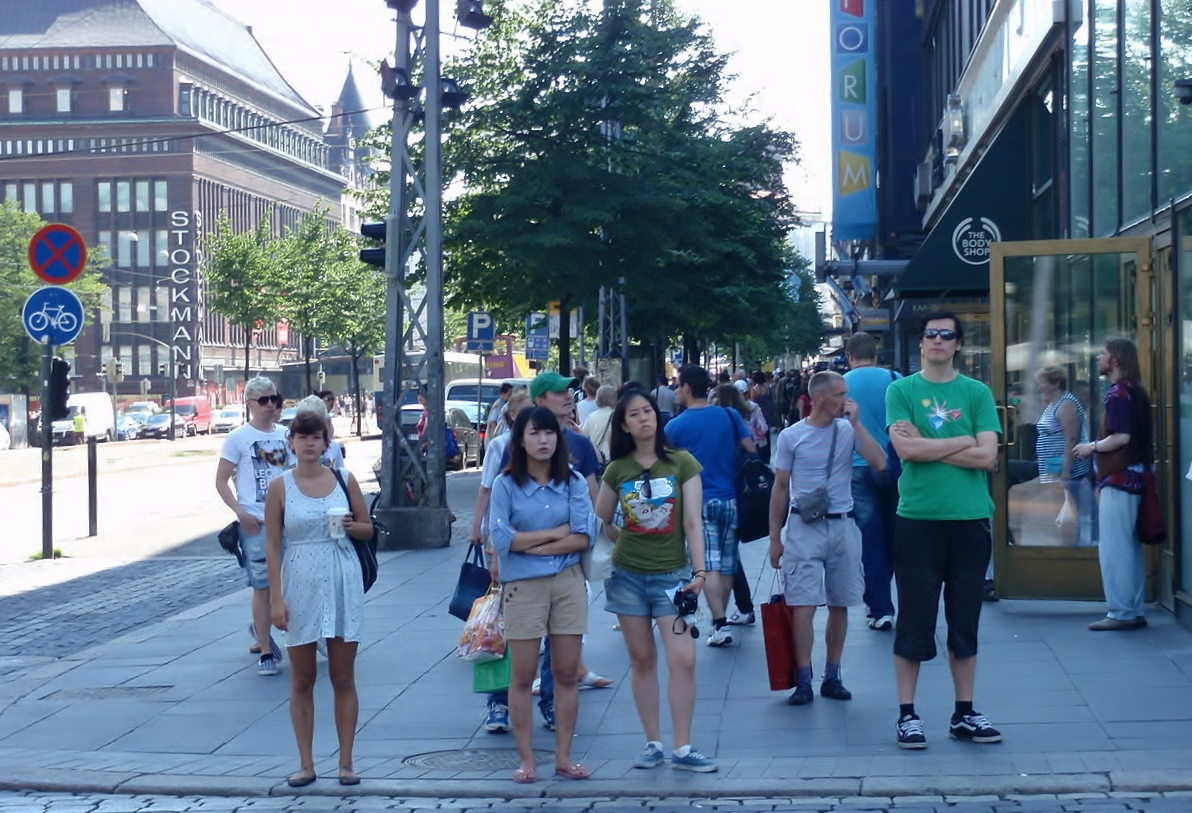
Les piétons sont prêts de l'autre côté de la rue à côté du centre commercial Forum à Helsinki, en Finlande.

La question du piéton et parfois celle d'une accessibilité universelle est notamment soulevée en urbanisme où les espaces piétons et en particulier le trottoir sur lequel ils circulent, peuvent faire l'objet de conflits d'usages avec les autres modes de transports. Les associations de défense des mobilités douces reprochent aux urbanistes d'avoir produit des villes où l'on a surtout favorisé les automobiles, puis parfois une piétonnisation uniquement associée à la revitalisation de commerces de certaines rues commerciales, de certains bourgs, ou quartiers de centre-ville, ou à un marketing urbain qui peut aussi cacher (volontairement ou non) un « tri social » (y compris dans les pays dits « pauvres »). L'urbaniste doit aussi tenir compte du fait que le piéton est souvent également un jogger, cycliste, automobiliste, utilisateur de transports en commun, etc.. 
La piétonnisation demande certaines conditions et sur des trottoirs trop étroits ou fréquentés, la cohabitation avec d'autres éléments aux cinétiques différentes (poussettes, rollers, vélos, etc.) ou immobiles (mobilier urbain), peut créer des tensions.
Enfin, le piéton est régulièrement amené à rejoindre le trottoir opposé ; il doit alors traverser la chaussée. Il doit aussi parfois traverser d'autres infrastructures (autoroute, voie ferrée, canal, rocade, etc). Des passages piétons, passerelles ou passages souterrains lui sont alors nécessaires.
Toutefois, dans le centre-ville de nombreuses agglomérations, des voies publiques ont entièrement été dédiées à ce mode de transport constituant ainsi de véritables zones piétonnes. On parle parfois de piétonnisation, qui semble (avec d'autres facteurs de mobilité durable être devenu l'un des critères de qualité d'un centre-ville en Europe  et plus encore des écoquartiers souvent entièrement ou presque entièrement piétons[pas clair].

## Prise en compte du piéton

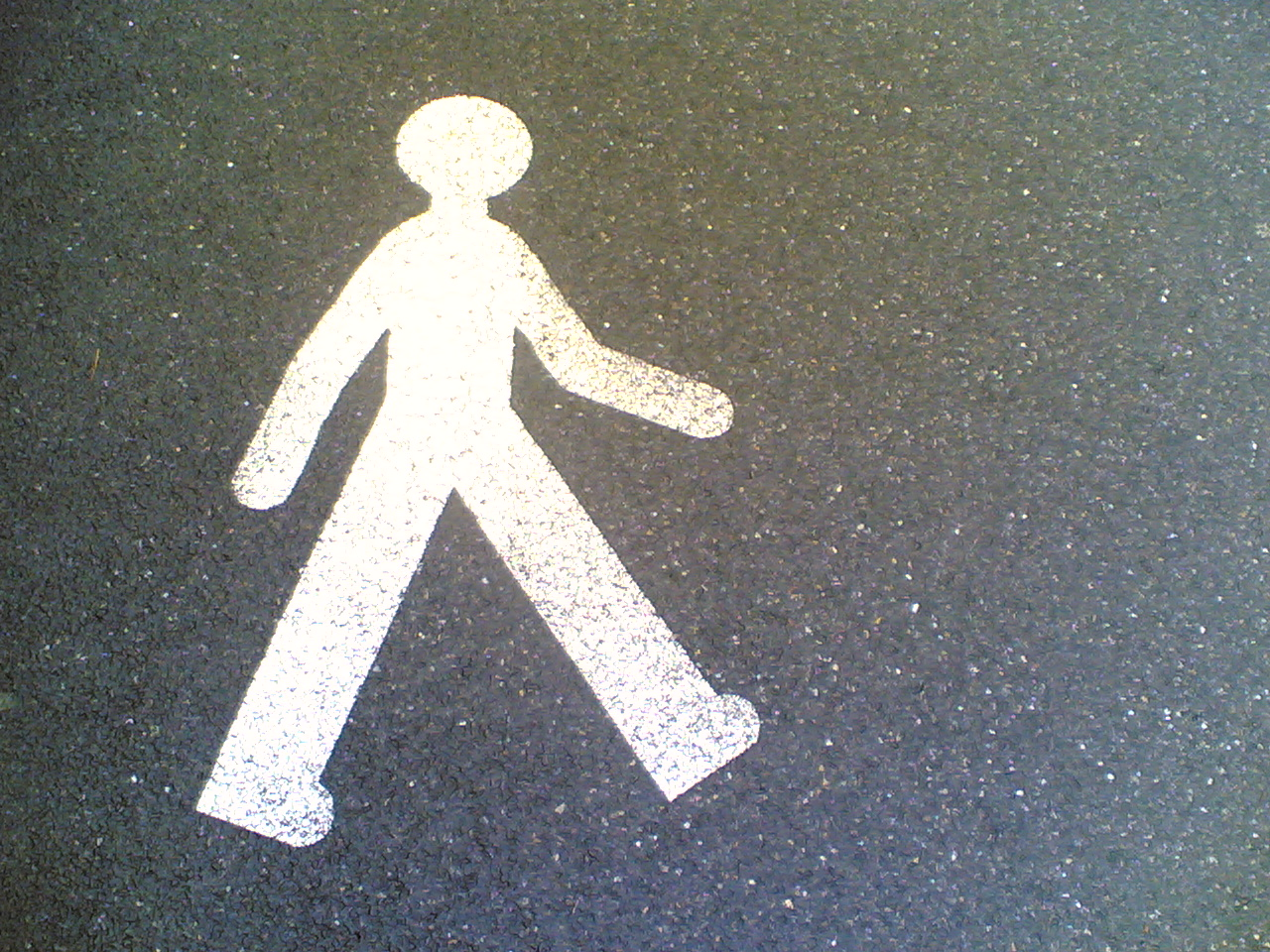
Marquage au sol représentant un piéton (Suisse).

En Belgique, le Réseau RAVeL  a été créé en octobre 1995 par la Région Wallonne pour les piétons, cyclistes, personnes à mobilité réduite et cavaliers. Ce réseau peut emprunter des chemins de halage et des voies ferrées désaffectées.
En Europe, le REVER (« Réseau Vert Européen ») est un projet européen pour la mobilité non motorisée (piétons, vélos, rollers...). Il comprend :
- REVER AMNO, le réseau pour l’Irlande, le Royaume-Uni, le nord de la France, la Belgique, le Luxembourg, le sud des Pays-Bas ;
- REVER MED, un projet monté dans le cadre d’un programme INTEREG visant à créer un réseau continu de voies vertes tout le long du littoral méditerranéen. La partie française du projet associe déjà le ministère de l’Écologie et du Développement Durable, le ministère de la Jeunesse, de la Ville et des Sports, la région Rhône-Alpes et le conseil général de l’Hérault, en 2006 ;
- REVER EUROPE CENTRALE, projet esquissé en 2006.

## Accidents et gestion du risque

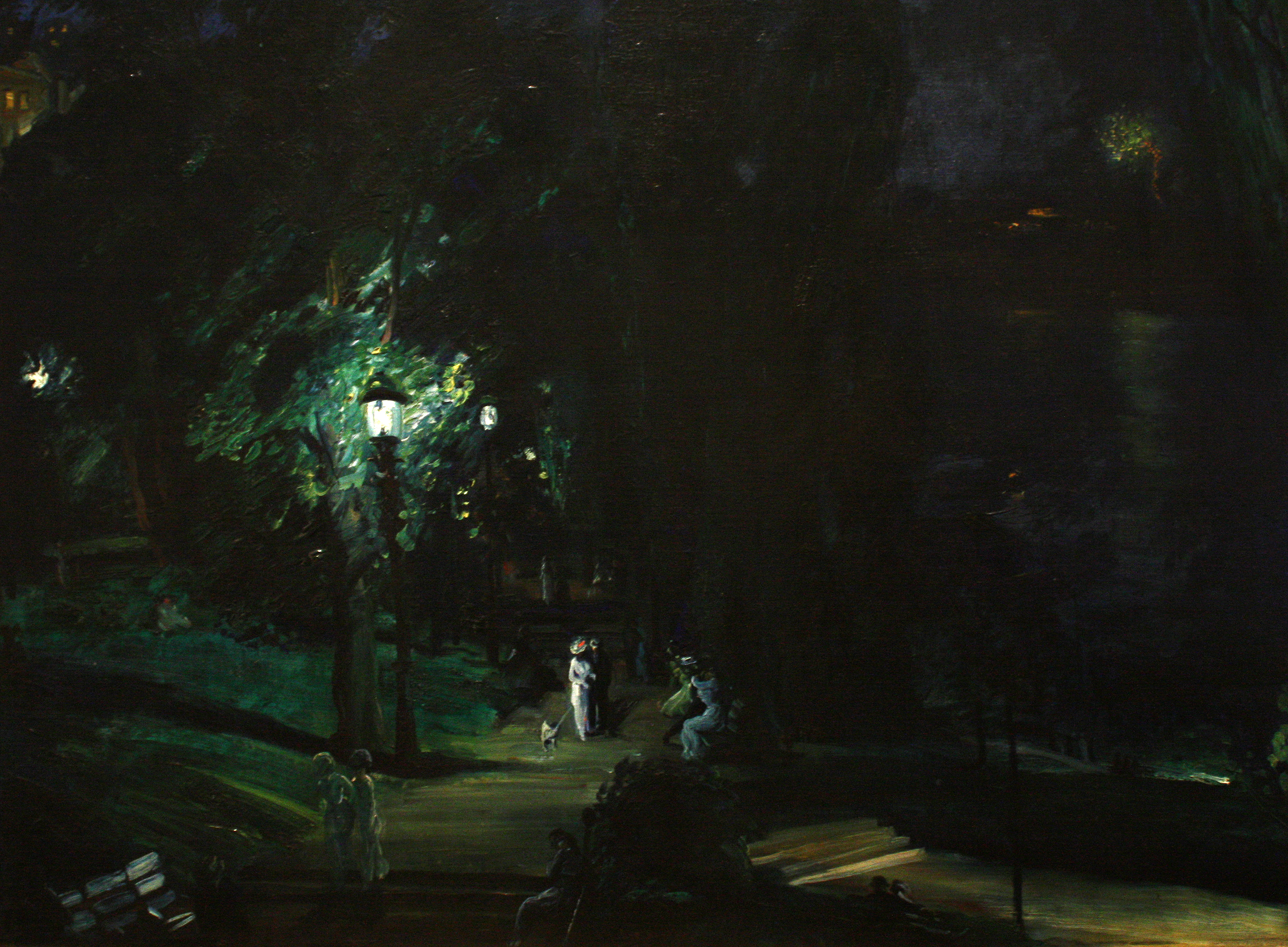
Quelques piétons la nuit, Tableau de George Bellows, Summer Night, Riverside Drive, 1909.

En France, en 2014, 499 piétons ont été tués (soit une hausse de 7 % par rapport à l'année précédente), et 4 323, hospitalisés pour leurs blessures. Cela représente plus de 15 % du total des victimes de la route. Les deux tiers des piétons sont tués en ville. Un tiers des piétons tués en ville est tué sur un passage piéton.
En France, en 2019, sur 522 piétons tués en faisant une action, 298, soit 57 %, le sont en traversant; 64 (12 %) en se déplaçant dans le même sens que le véhicule heurtant, 34 (7 %) en se déplaçant en sens inverse du véhicule heurtant ; 98 (19 %) menant une action autre ou inconnue ; 10 (2 %) en jouant ou en courant et 10 (2 %) en montant ou descendant d'un véhicule.
En France, en cas d'accident entre un piéton et un véhicule motorisé, l'assureur du véhicule motorisé doit dédommager le piéton, conformément à la loi du 5 juillet 1985 dite Loi Badinter.
Des études de risques et dangers visent à mieux comprendre les facteurs de risques d'accidents.
Au Japon, la vitesse aggrave la mortalité des personnes collisionnées dans la rue.
Pour des raisons techniques, il est temporairement impossible d'afficher le graphique qui aurait dû être présenté ici.

Pour des raisons techniques, il est temporairement impossible d'afficher le graphique qui aurait dû être présenté ici.